# مقيف
المَقِيف أو الإيهرتية (الاسم العلمي: Ehretia) هو جنس من النباتات يتبع الفصيلة الحمحمية. سمي هذا النوع تكريماً للرسام النباتي الألماني جورج ديونيسيوس إيهرت (بالإنجليزية: Georg Dionysius Ehret)‏.